# 된장잠자리

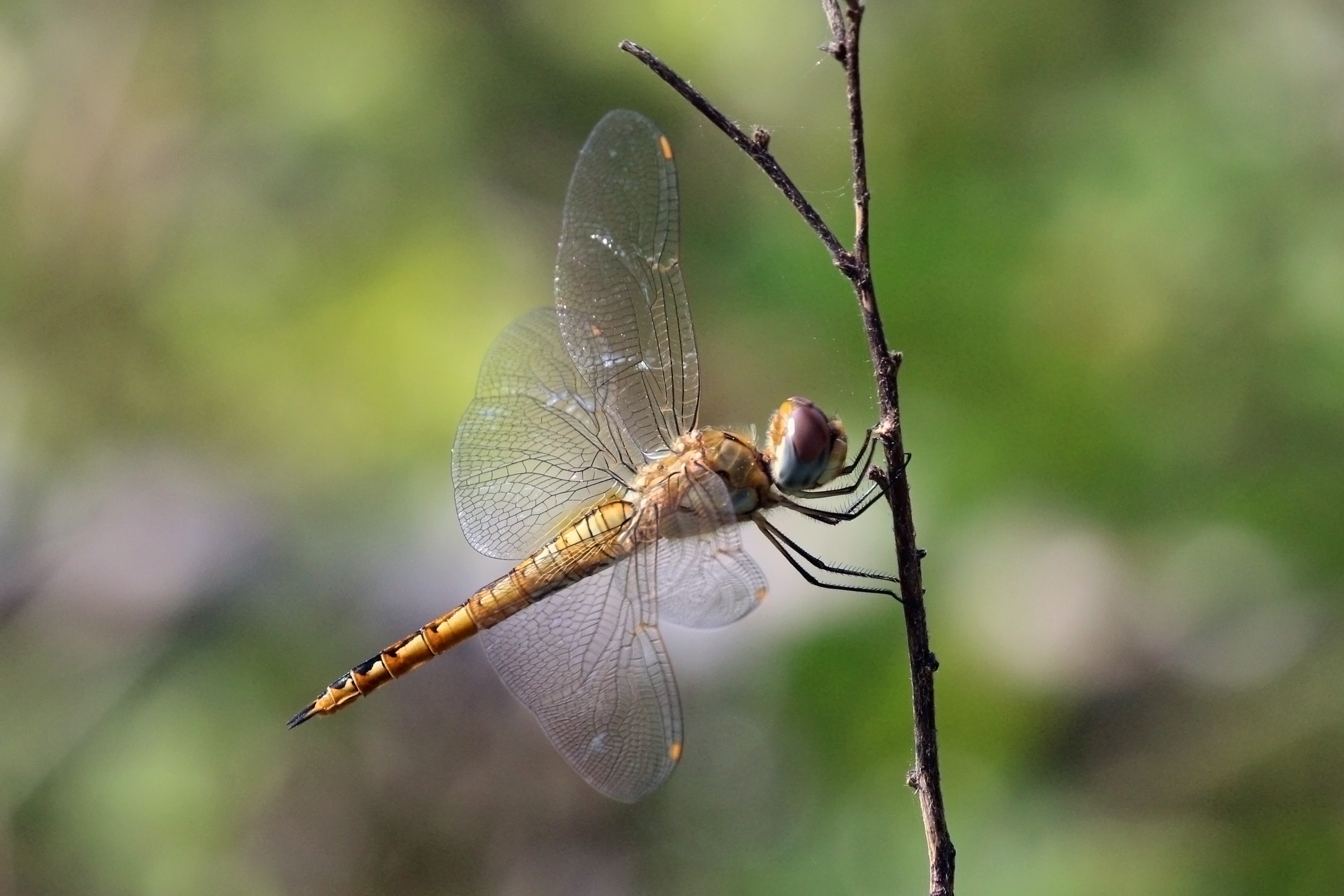
그랜드 캐니언에서 촬영된 된장잠자리
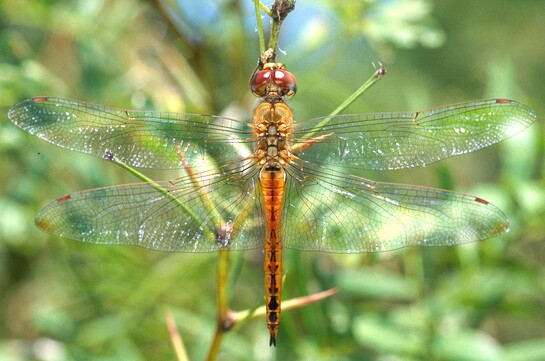
수컷
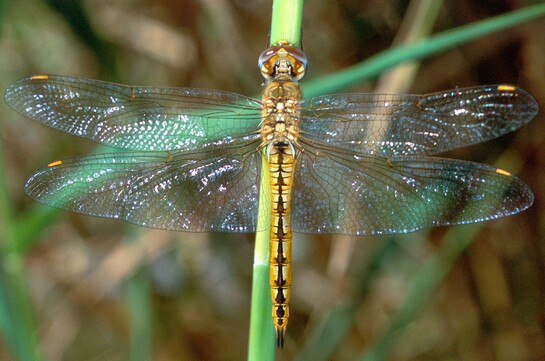
암컷

된장잠자리(globe skimmer, wandering glider, Pantala flavescens)는 잠자리과에 속하는 곤충이다. 중위도 지역에서 남반구 열대 지역에 걸쳐 분포하며 체형에 비해 몸이 가벼워 장거리 이동을 한다. 추위에 매우 약해 알과 유충이 국내에서는 월동하지 못한다. 머리가 크고 몸이 전체적으로 누런 된장색이다.
주변에서 가장 흔히 볼 수 있는 잠자리이며,
겨울에는 동남아, 아프리카로 이동했다가 다시 봄이 되면 대한민국으로 날아온다.

## 생태

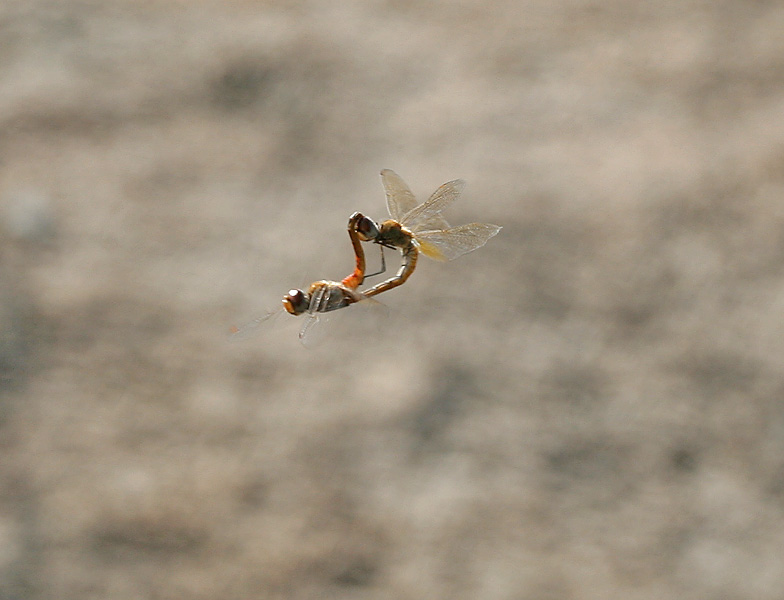
교미하는 된장잠자리. 인도에서 촬영됨

암수 교미는 대개 하루만에 이루어지며 교미가 끝난 후 암컷은 500개~2000개 정도의 알을 낳는다. 주로 웅덩이나 저수지에 알을 낳으나 장마 후 일시적으로 생긴 웅덩이에도 산란한다. 알은 38~65일 후에 부화하며 애벌레는 전체적으로 갈색이며 겹눈은 둥글고 배는 옆으로 납작하다. 애벌레는 강한 포식성으로 수서곤충, 올챙이, 송사리 따위를 잡아먹으며 성장한다. 알과 애벌레는 수온에 매우 민감해 따뜻한 온도가 아닐 경우 생존하지 못한다.

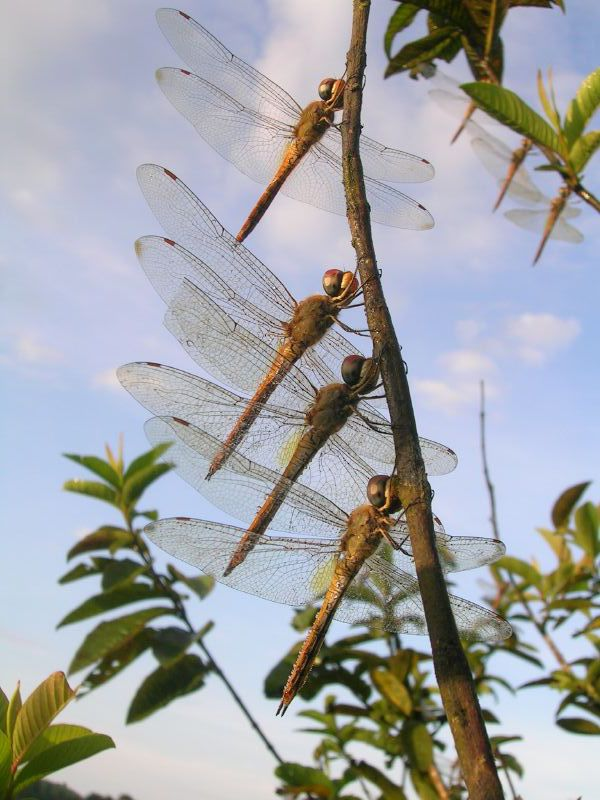
이동 과정에서 모인 된장잠자리 무리

우화한 된장잠자리는 장거리 이동을 시작하는데, 된장잠자리가 이주하는 범위는 7000km로, 매우 넓으며 위도 40, 기온 20 °C 정도의 습한 바람이 부는 아열대, 열대 지역을 비행한다. 이 잠자리는 가장 높게 나는 잠자리이기도 한데, 히말라야의 6.200m 상공에서 기록된 적이 있기 때문이다. 또한 미국의 비키니 환초 지역에 처음으로 정착한 잠자리 종이기도 하다. 대한민국에서는 철새처럼 번식 및 섭식 활동을 위해 정착하며, 여름에 많은 수를 볼 수 있다.
제시카 웨어 미국 럿거스대학교 생명과학부 교수팀은 세계 곳곳에 서식하는 된장잠자리의 유전자에서 공통적인 유전 형질을 발견해 이들이 인도양, 태평양을 건너 서로 교배한다는 연구 결과를 발표했는데, 이를 통해 된장잠자리는 제왕나비를 넘어 '가장 먼 거리를 여행하는 동물'로 밝혀졌다. 연구팀은 이 연구에서 미국 텍사스, 캐나다 동부, 일본, 한국, 인도, 남아메리카에서 된장잠자리 49마리를 수집해 유전자를 분석했는데, 연구팀은 이런 결과가 현재도 된장잠자리가 인도양이나 태평양을 건너 서로 교배하고 있다는 증거라고 설명했다. 다른 개체군이라고 설명하기에는 유전자가 무척 유사했으며, 이는 전세계의 된장잠자리 개체군이 거의 동일한 유전자풀을 공유한다는 사실을 제시한다.